# Tallowa Dam
Tallowa Dam är en dammbyggnad i Australien. Den ligger i kommunen Goulburn Mulwaree och delstaten New South Wales, i den sydöstra delen av landet, omkring 130 kilometer sydväst om delstatshuvudstaden Sydney.
Runt Tallowa Dam är det glesbefolkat, med 18 invånare per kvadratkilometer.. Närmaste större samhälle är Bundanoon, omkring 13 kilometer norr om Tallowa Dam.
I omgivningarna runt Tallowa Dam växer i huvudsak städsegrön lövskog. Genomsnittlig årsnederbörd är 1 238 millimeter. Den regnigaste månaden är februari, med i genomsnitt 210 mm nederbörd, och den torraste är juli, med 35 mm nederbörd.